# هوترشاید
هوترشاید (به آلمانی: Hütterscheid) یک شهر در آلمان است که در بیتبورگ-پروم واقع شده‌است.